# تومسون اندروز
تومسون اندروز (بالإنجليزية: Thomson Andrews)‏ هو مغني ومغن مؤلف هندي، ولد في 25 سبتمبر 1987 في مومباي في الهند.

## وصلات خارجية
- تومسون اندروز على موقع IMDb (الإنجليزية)
- تومسون اندروز على موقع ميوزك برينز (الإنجليزية)